# Bionic Commando
Bionic Commando est une série de jeux vidéo de Capcom amorcée en 1987.
Le héros du jeu, Rad Spencer, possède un bras bionique lui servant de grappin. Ce gameplay utilisant un filin s'inspire du jeu Roc'n Rope de Konami.

## Titres
- 1987 : Bionic Commando (Top Secret)
  - 1988 : Bionic Commando (Hitler's Resurrection: Top Secret) sur NES
  - 1992 : Bionic Commando sur Game Boy
- 2000 : Bionic Commando: Elite Forces
- 2008 : Bionic Commando Rearmed (Bionic Commando: The Resurrection of Master D)
- 2009 : Bionic Commando
- 2011 : Bionic Commando Rearmed 2